# 中华性文化博物馆

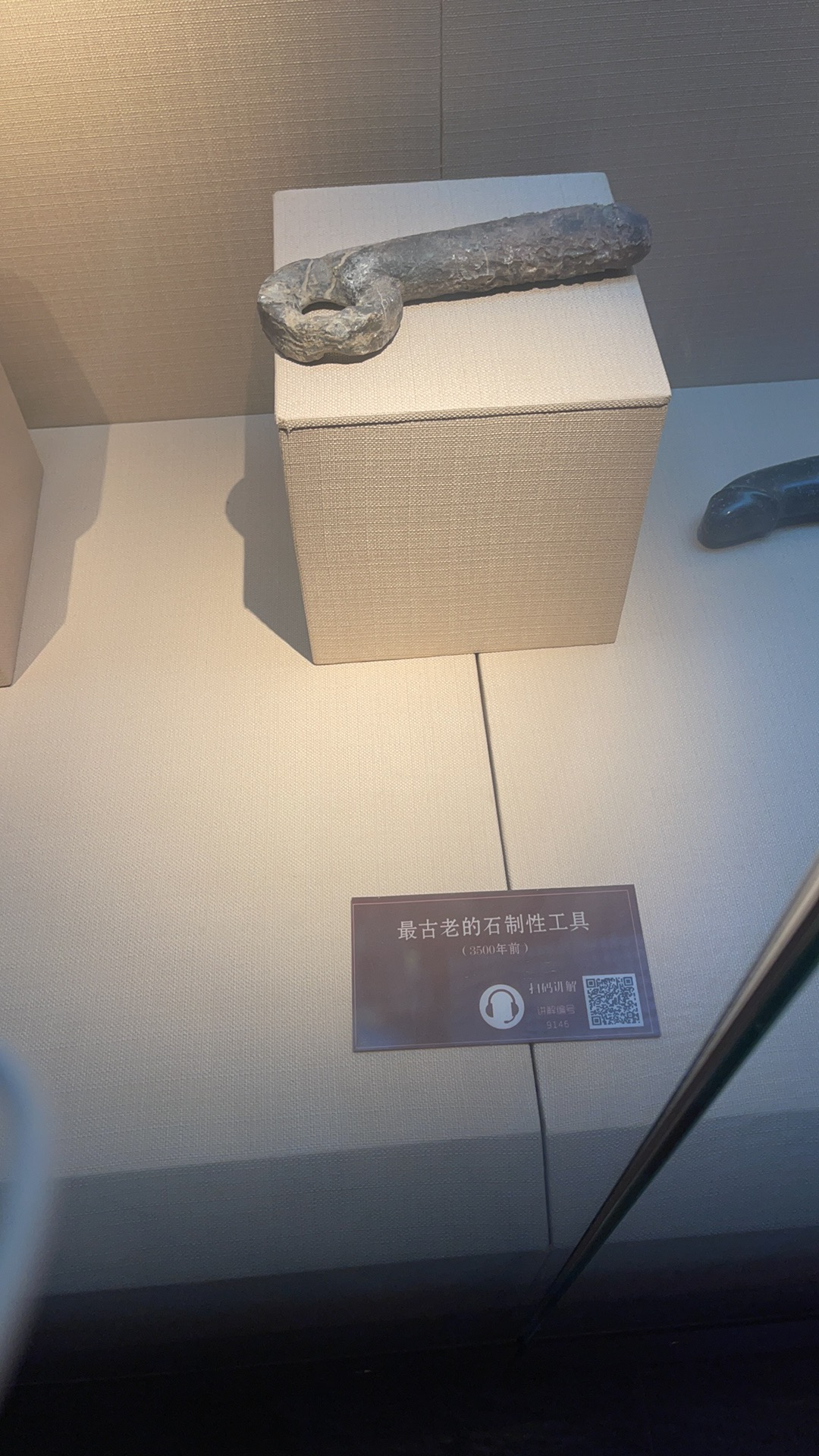
馆内文物

中华性文化博物馆（英語：China sex museum）是一座位于江苏省常州市金坛区茅山寺庙群内的私人博物馆，也是中国第一所性博物馆。馆长是上海大学社会系教授刘达临。馆内展品为刘达临等十余年从国内外各地收集而来。
馆内展示了中国数千年来的古代性文化实物、雕塑、图画、书籍等2000余件，其中最古老的展品距今8000多年，距今5000余年的珍稀展品则有20多件。展览内容分为：原始社会中的性、婚姻和妇女、日常生活中的性、特殊领域中的性。并设有远古文化和性崇拜、婚姻家庭和妇女压迫、宗教和外国两性文化等展区。
社会学家费孝通题写了该馆馆名，并称其为“五千年来第一展”。

## 历史
该馆创建于1995年。当时刘达临举债30万元将展览馆落户上海青浦县徐泾镇，但由于过于偏远，参观者寥寥。直到1999年，该馆搬迁至上海南京路步行街附近。这次虽然离繁华闹市较近，但位于小巷内的该馆仍很难吸引参观者。刘达临试图在步行街竖立指示牌，但未得到主管部门的批准。
2001年展览馆被迫搬迁至租金较低的上海武定路，但经济问题仍难以解决。
该馆在2003年确定迁址江苏同里，并于2004年4月18日正式对外开放。当地政府提供三百万元人民币装修款，将丽则女学旧址免费借给博物馆十年，门票由同里镇与博物馆五五分成。2015年，花间堂投资利用丽则女学开办酒店，博物馆迁出同里。
2006年9月27日，中华性文化博物馆西安分馆开馆，馆址设在陕西省西安市西大街。后来，由于客流稀少，西安分馆关闭。
离开同里后，中华性文化博物馆移址常州市金坛区茅山寺庙群，于2016年开馆。

## 中国古代性文化展览
中华性文化博物馆部分古代性文化雕塑、春宫图、书籍等展品曾在中国和世界各地展览。
- 1993年10月上海中国古代性文化展览会。
- 1994年3月沈阳中国古代性文化展览会。
- 1995年3月台湾台北市中国古代性文化展览会
- 1995年6月德国柏林中国古代性文化展览会
- 1996年2月澳大利亚墨尔本中国古代性文化展览会。
- 1999年8月香港中国古代性文化展览会。
- 1999年9月合肥中国古代性文化展览会。
- 1999年9月荷兰鹿特丹中国古代性文化展览会。
- 2000年2月香港中国古代性文化展览会。
- 2004年11月湖南长沙
- 2005年11月广州。

## 中国情色文化史

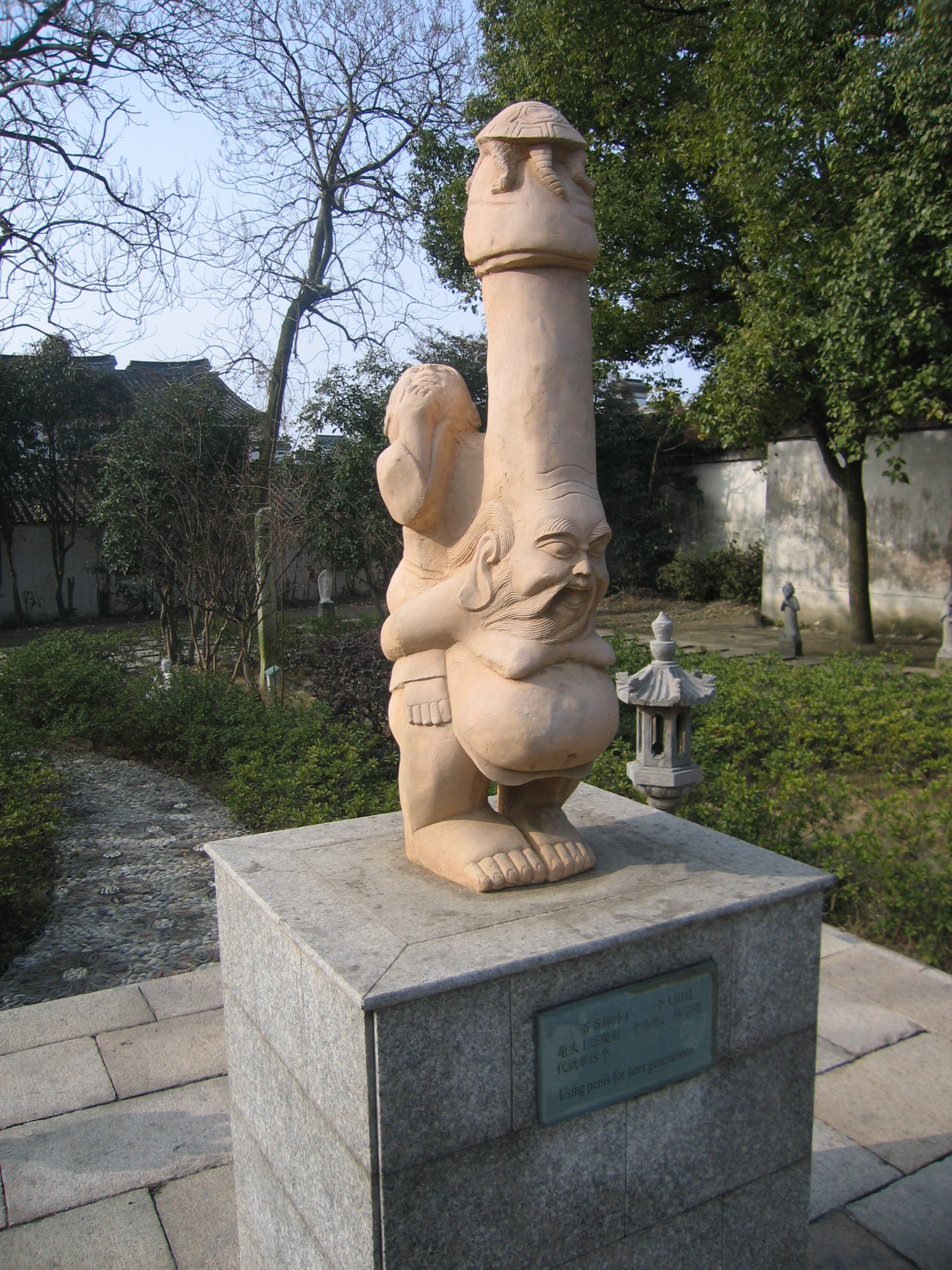
馆内雕塑（馆址于同里时期）

中华性文化博物馆部分古代性文化雕塑、春宫画、书籍等展品的图片，一部分收入刘达临著《中国性史图鉴》、《中国情色文化史》

## 外部連結
- 中华性文化博物馆
- 中华性文化展览